# Dunkelsteinerwald
Cet article concerne la montagne. Pour la commune, voir Dunkelsteinerwald (commune).

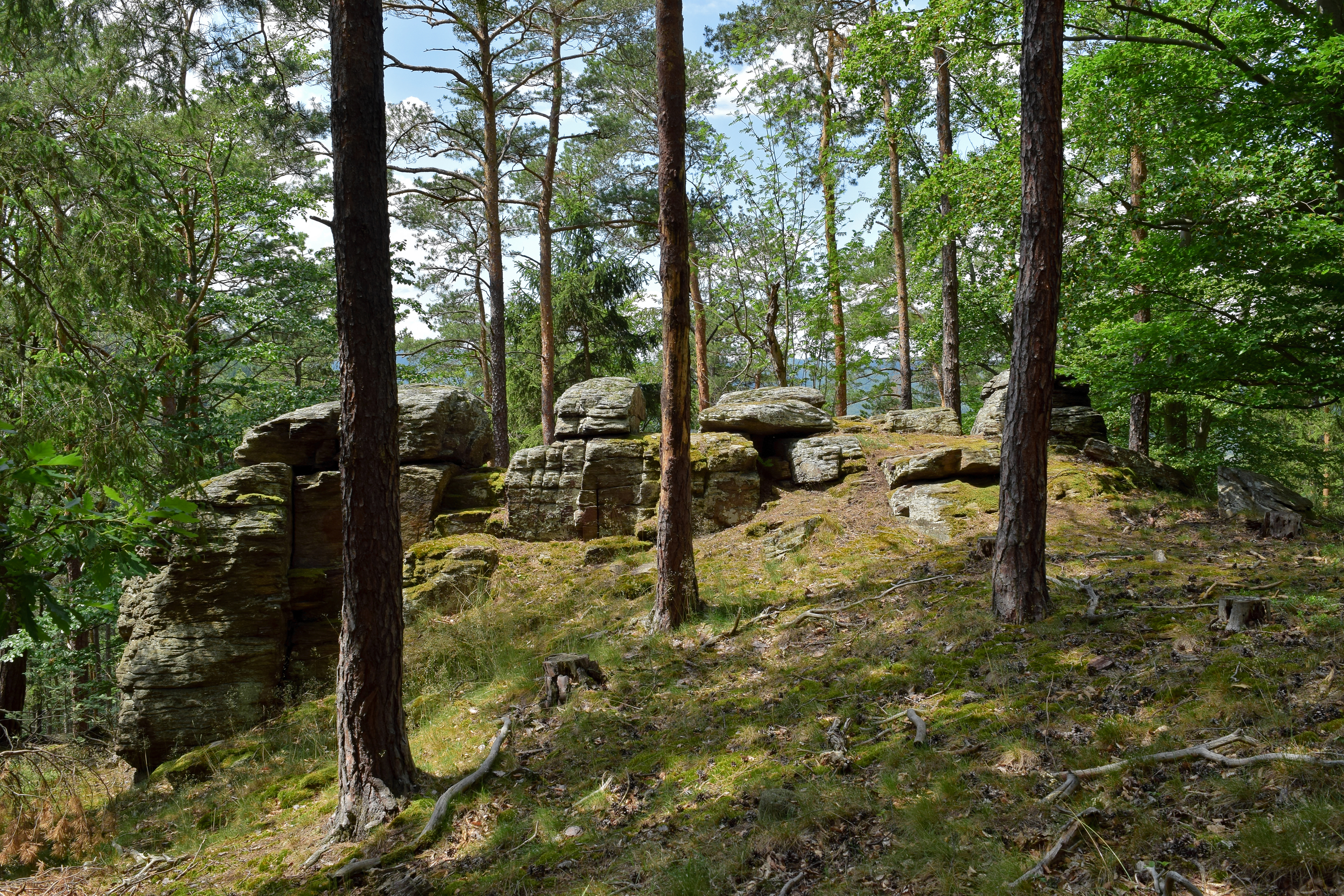
Dunkelsteinerwald

Le Dunkelsteinerwald est un massif de basse montagne situé en Autriche près du Danube, au sud de la Wachau, qui prend son nom du sommet de Dunkelstein (625 m).